# Börje kyrka
Börje kyrka är en kyrkobyggnad som tillhör Bälingebygdens församling i Uppsala stift. Kyrkan ligger strax väster om Uppsala i närheten av Librobäcken, som mynnar i Fyrisån. Strax söder om kyrkogården står en brädfodrad klockstapel från 1760. Öster om kyrkan ligger prästgården med byggnader från 1700-talet och 1800-talet.

## Kyrkobyggnaden
Kyrkan är uppförd av vitputsad gråsten och står under ett spåntäckt sadeltak. Själva kyrkorummet uppfördes under något av decennierna kring år 1300 och består av ett rektangulärt långhus med ett lägre och smalare, rakt avslutat kor i öster. Sakristian vid korets nordmur är troligen byggd samtidigt. Senare, men kanske också före 1350, byggdes ett vapenhus intill långhusets sydmur. Här återfinns rikt profilerade tegelportaler, den ena i vapenhusets gavel, den andra mellan vapenhus och långhus. Två ursprungliga fönsteröppningar är bevarade, det lilla med klöverbladsformat krön i korgaveln och det tegelinfattade rundfönstret västra gavelröstet. Kyrkorummet hade från början treklövervalv av trä, men vid någon tidpunkt 1430 - 1460 slogs här tegelvalv. Även vapenhusets valv är sekundära. På 1470-talet dekorerades valven i kor och långhus med kalkmålningar som tillhör den så kallade Tierpsskolan. Under 1600-talet skapades läktare och sluten bänkinredning. Likaså tillkom predikstolen som dock blivit förändrad sedan dess. Under 1700-talet vitputsades exteriören, som tidigare varit obehandlad. Nya fönster togs upp för att göra interiören ljusare och målningarna överputsades. 1911 - 1912 genomfördes en omfattande renovering då bland annat bänkarna fick bredare sittbräden och all fast inredning ommålades i vitt. År 1953 framtogs och konserverades de övermålade valvmålningarna. 1959 genomfördes en exteriör renovering då bland annat kyrkan fick ny puts. Både exteriör och interiör präglas starkt av medeltid. Intrycket förstärks inte minst genom kalkmålningarna i de höga valven.

## Inventarier
Vid korets södra vägg hänger ett triumfkrucifix från 1300-talet. Dopfunten i gotländsk sandsten är från 1200-talet eller 1300-talet. Altarskåpet är daterat till mitten av 1400-talet. Predikstolen tillverkades 1663 men byggdes om till sitt nuvarande utseende på 1840- och 1850-talet. Den är uppsatt vid triumfbågens norra sida. Orgeln med fasad byggdes 1856 av Daniel Wallenström som var dåvarande organist i Helga Trefaldighets kyrka.

### Orgel
- 1804 flyttades en orgel till kyrkan. Den var byggd 1681 från Vaksala kyrka och hade 5 stämmor. Orgeln står idag på Upplands museum.
- Den nuvarande orgeln byggdes 1856 av Daniel Wallenström, Uppsala. Orgeln är mekanisk med slejflådor och har ett tonomfång på 54/29. I början av 1900-talet byggdes orgeln in i ett crescendoskåp av K A Andersson, Stockholm. 1958 restaurerades orgeln av Bröderna Moberg, Sandviken och crescendoskåpet från 1900-talet togs bort.

| Manual            | Pedal   |
| Borduna 16´       | Bihängd |
| Principal 8´      |         |
| Vox candida 8´    |         |
| Dubbel Gedackt 8' |         |
| Octava 4'         |         |
| Fleut 4'          |         |
| Octava 2'         |         |
| Trompet 8' B/D    |         |

## Bildgalleri

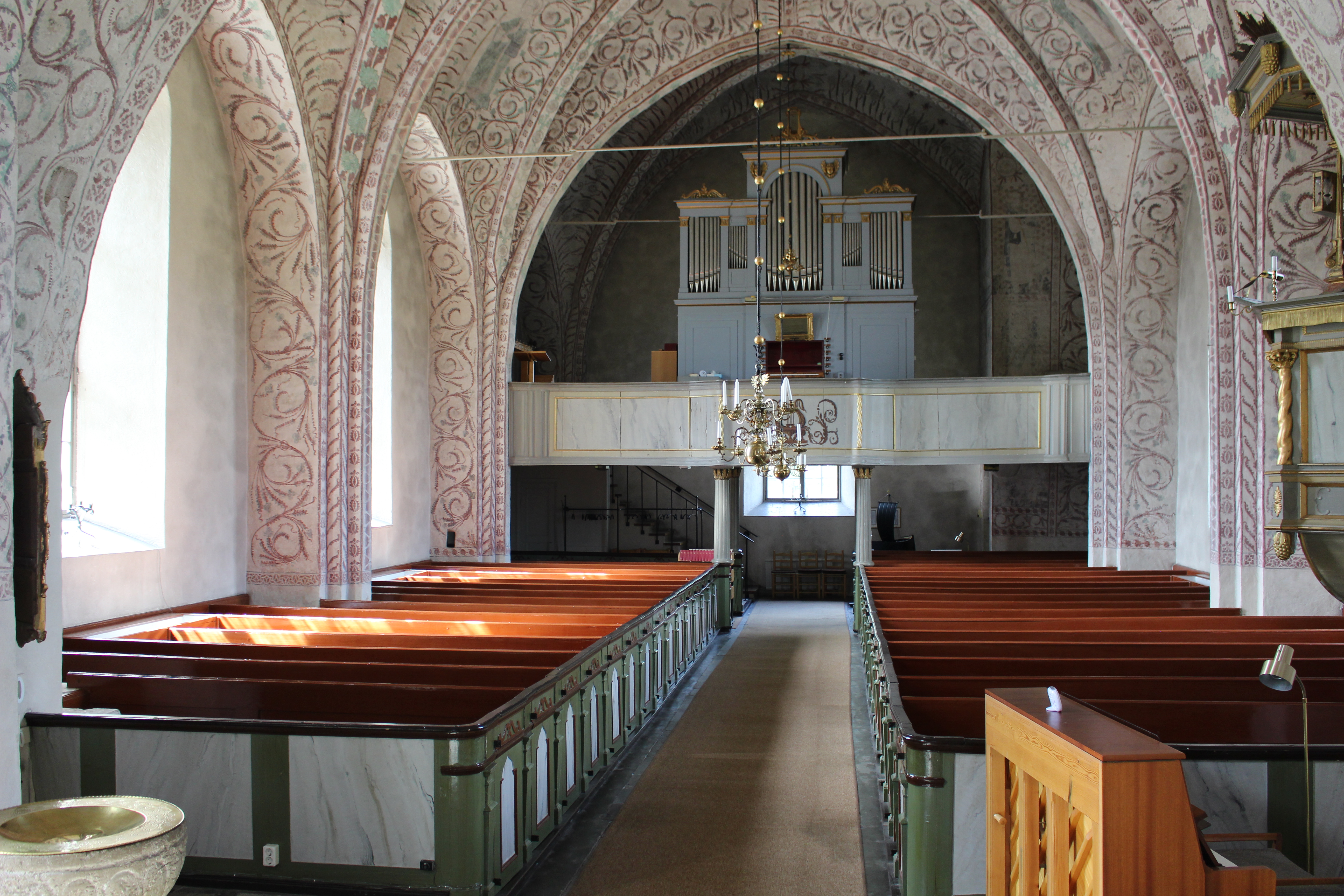
Kyrkorum mot väster
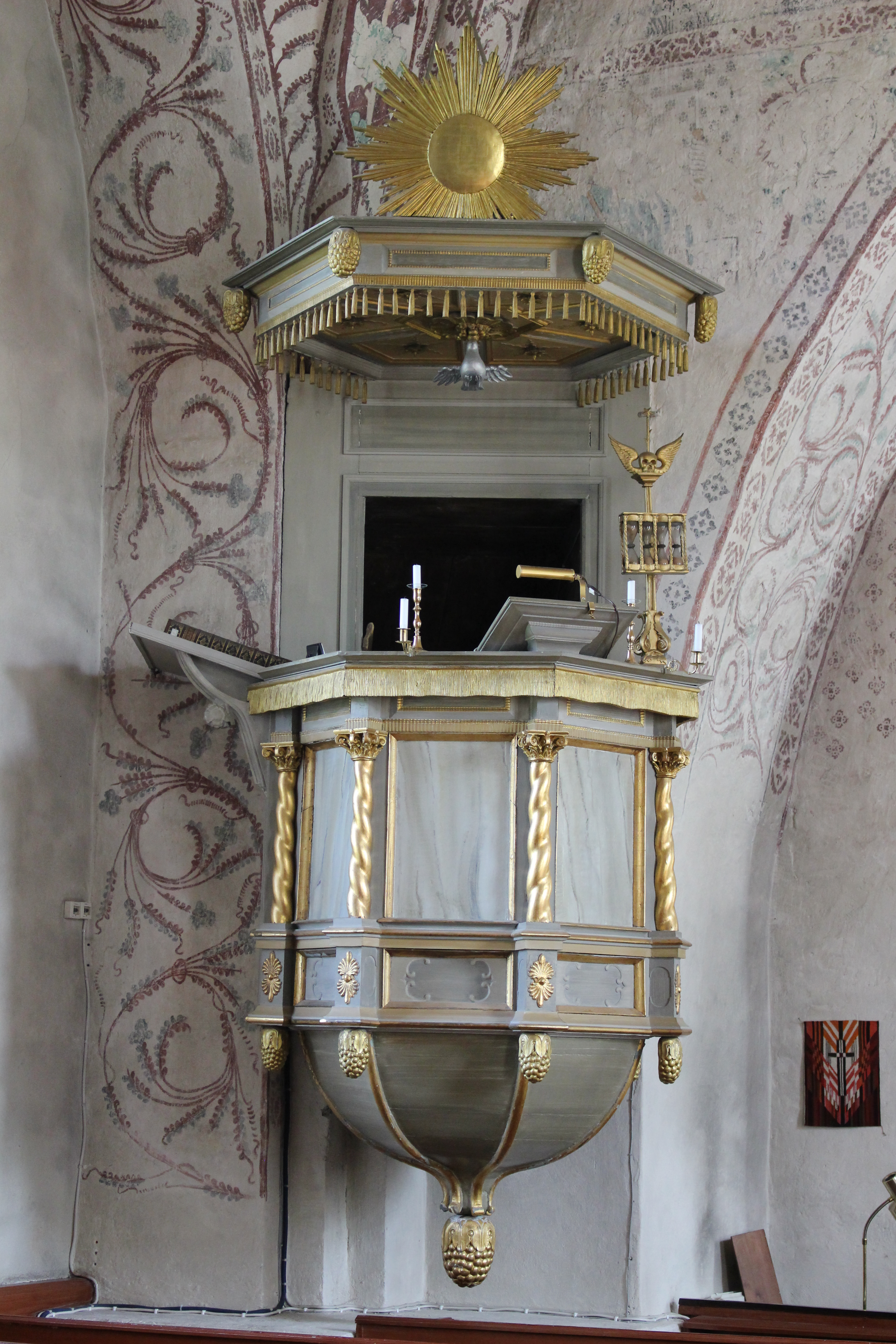
Predikstol
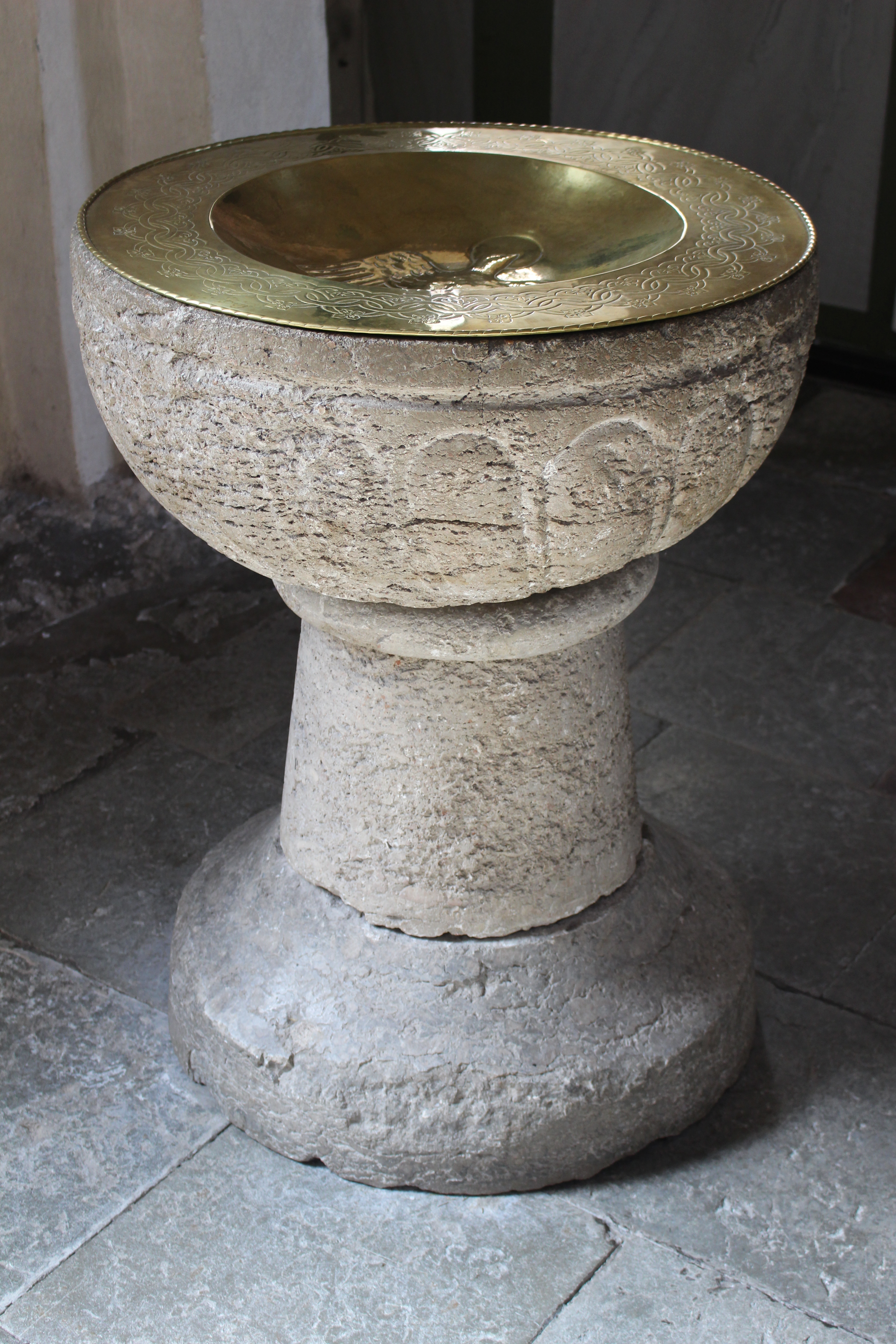
Dopfunt
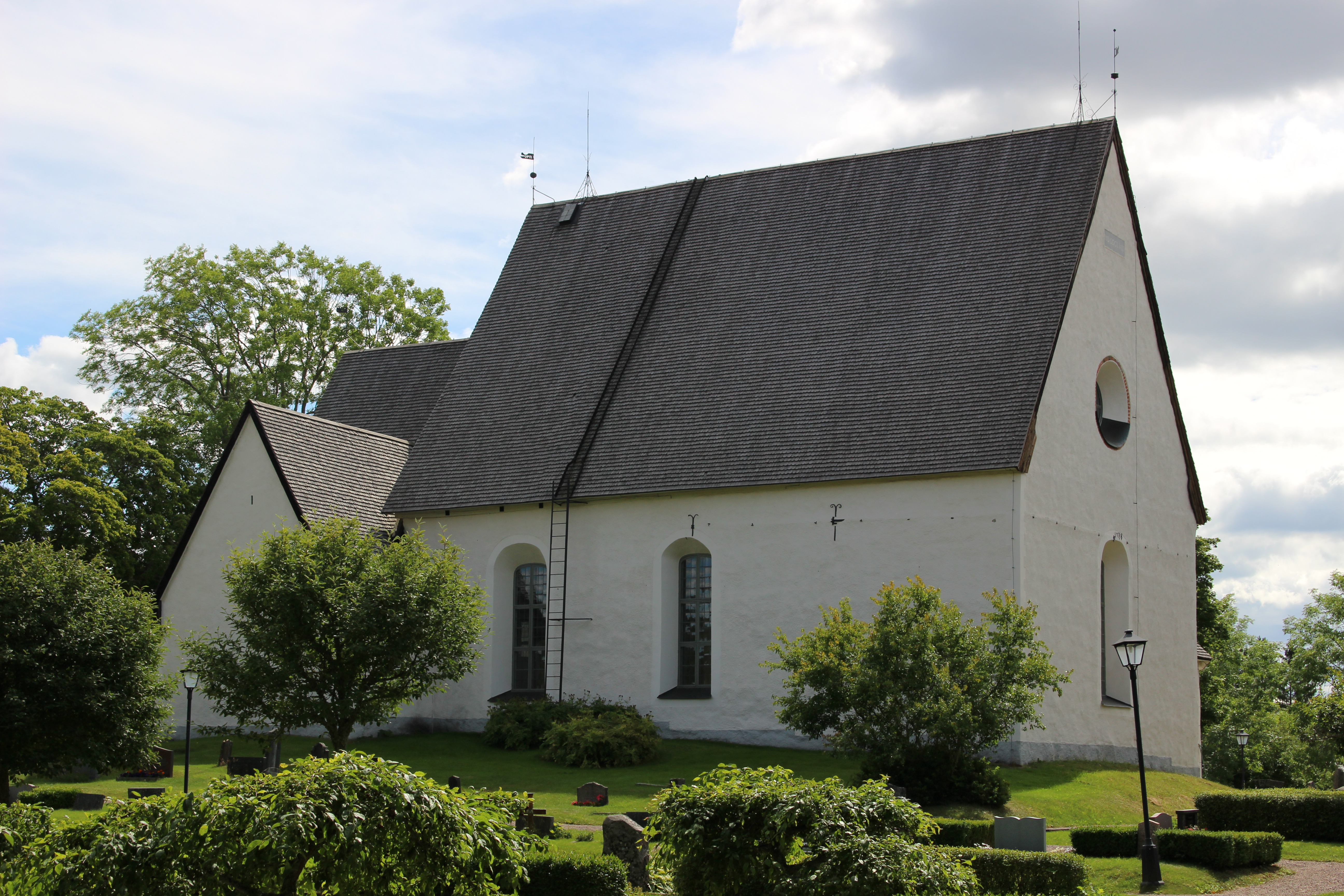
Kyrkan från nordväst
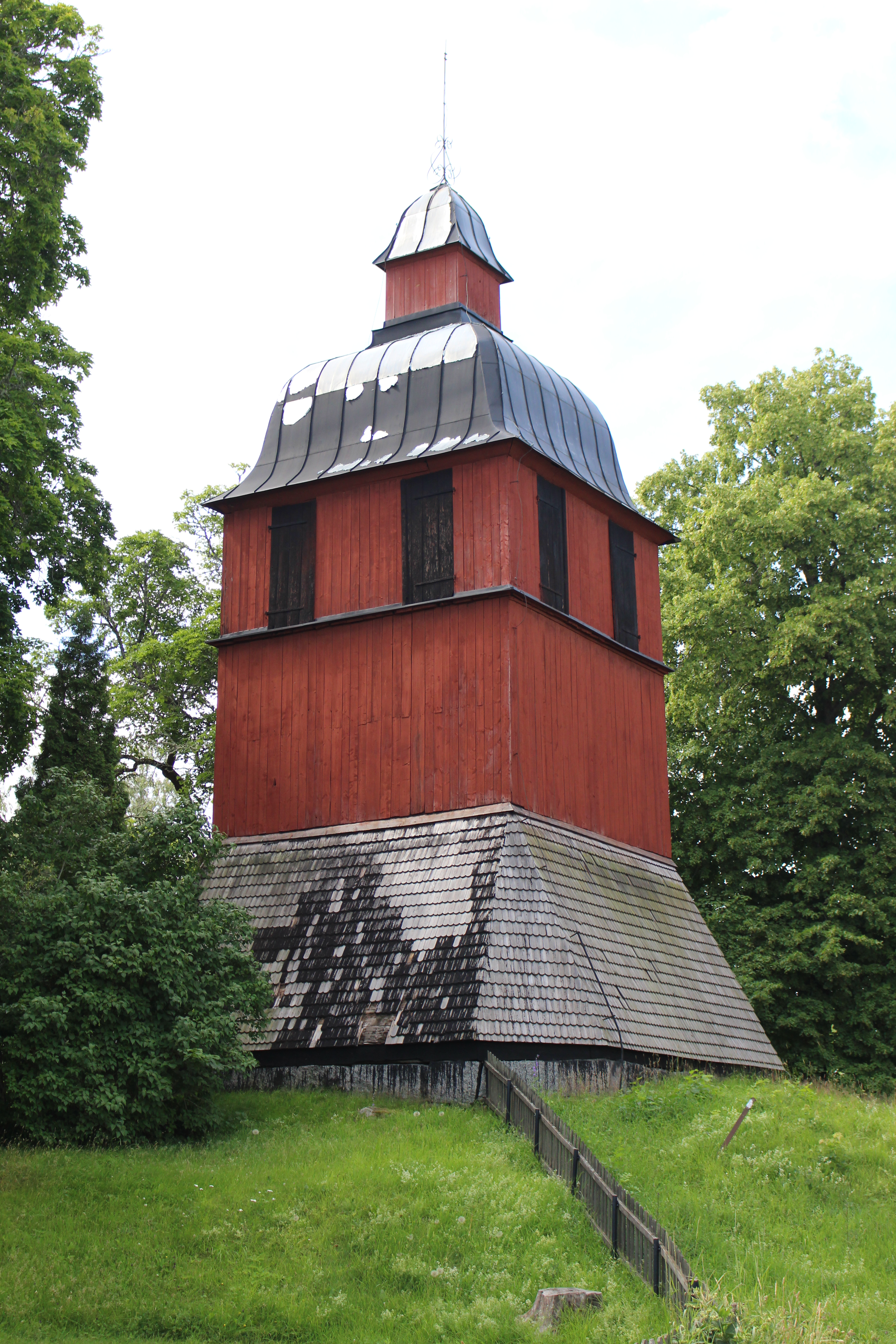
Klockstapeln
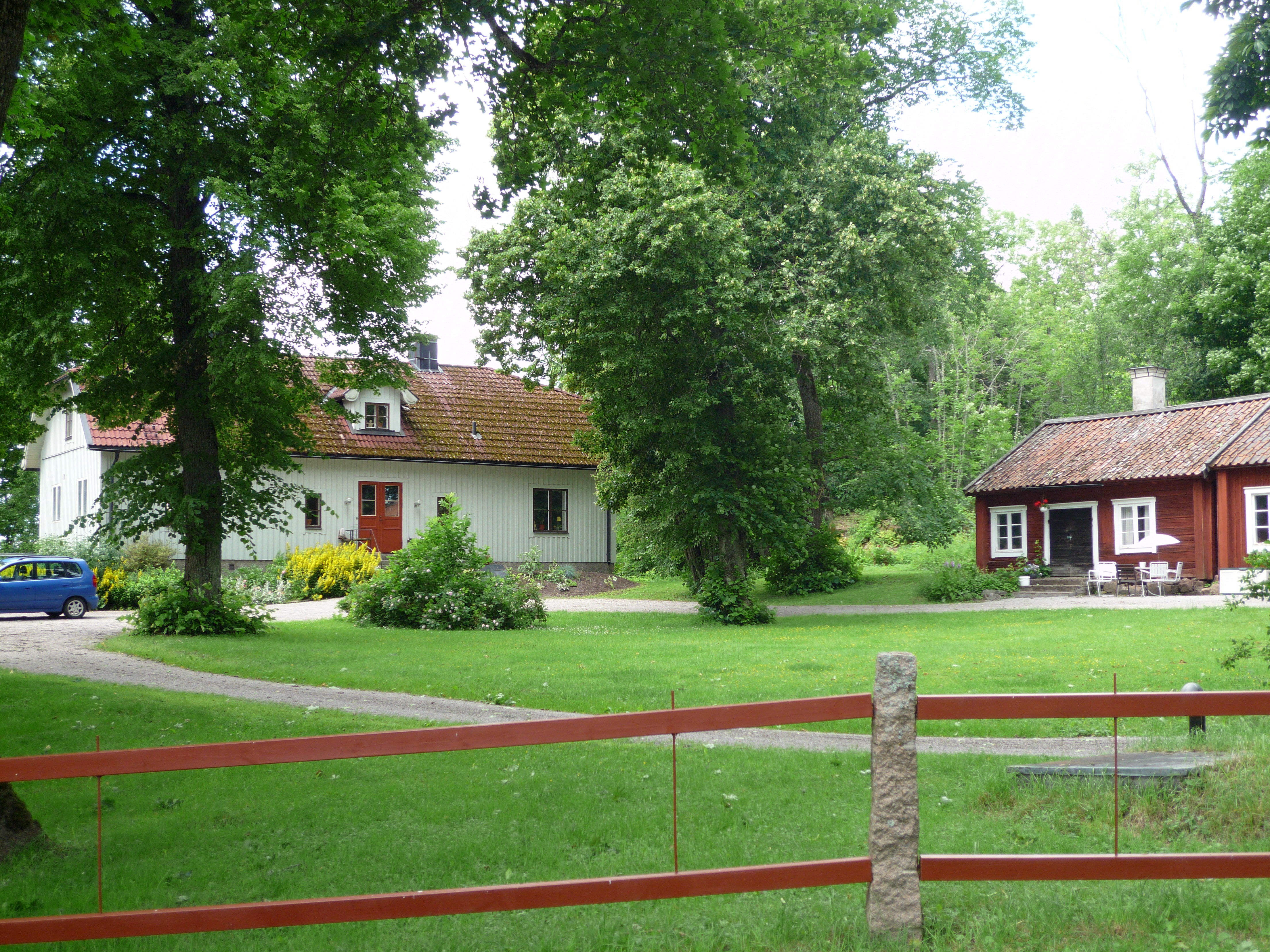
Börje prästgård